# Jérôme Zetterquist
Lars Karl Hieronymus Jérôme Zetterquist, född 15 september 1898 i Hovförsamlingen, Stockholm, död 27 december 1968 i Arvika stadsförsamling, Arvika, var en svensk målare, tecknare och folkmusiker.

## Familj
Jérôme Zetterquist var son till professor Lars Zetterquist och Amy Carlsson. Han var gift med Märta Svenson 1927–1957 och med stadsbibliotekarien Dagny Jarelius från 1957 samt far till Marja och Kajsa Zetterquist och farbror till Olle Zetterquist och Jörgen Zetterquist.

## Biografi
Efter privata konststudier för Fritz Lindström i Arvika 1915–1916 studerade han vid Wilhelmsons målarskola i Stockholm 1916–1920 då han avbröt studierna för att resa till Sydafrika där han arbetade fyra år som farmare på en apelsinplantage. Han återvände till Sverige 1924 och återupptog sina studier vid Wilhelmsons målarskola 1924–1925. Därefter företog han studieresor till Norge, Danmark och Frankrike 1927-1928 och som Värmlands konstförenings första resestipendiat 1948 blev det en resa till Spanien 1954–1955 och senare till Grekland och Italien. I början av 1930-talet bosatte han sig i Långvak utanför Arvika där han inrättade en ateljé i en trakt som gav honom naturupplevelser och inspiration för sina målningar. Han kom att bli trakten trogen även om han genomförde målarresor till Öland och Skåne. Under sin tidiga konstnärsbana var han även anlitad av Tor Hörlin som medhjälpare vid kyrkorestaureringar och detta ledde till att han fick ett intresse för dekorativa uppgifter. Separat ställde han ut på Gummesons konsthall 1931, Konstnärshuset 1936 och i Uddevalla, Karlstad och ett flertal gånger i Arvika. Tillsammans med Helge Lindén ställde han ut på Josefssons konsthall 1933 och tillsammans med sin fru ställde han ut på Konstsalong Rålambshof 1942 samt med Erik Langemark i Ronneby 1948. Han medverkade genom åren regelbundet i Värmlands konstförenings utställningar i Karlstad och Arvika konstförenings utställningar på Arvika Konsthall. Han deltog i flera av Sveriges allmänna konstförenings salonger i Stockholm under 1920- och 1930-talen, Svenska konstnärernas förenings utställning i Stockholm 1943 samt en utställning med värmländsk konst på Göteborgs konsthall 1946 och på Värmlands nation i Uppsala. Bland hans offentliga arbeten märks utsmyckningar för Centralskolan i Arvika, columbariet vid Karlstad  krematorium, Likenäs tingshus, monumentaluppgifter för Arvika krematoriekapell, Korsets kapell i Rud, Karlstad och en 40 kvadratmeter stor målning i fem avsnitt som skildrar liv och arbete i värmländsk landsbygdsmiljö för verkstadsskolans vestibul i Arvika, samt medverkat i ett 10-tal kyrkorestaureringar i Värmland. 
Hans konst består av figurkompositioner, afrokvinnor, kaféinteriörer från Sydeuropa samt landskapsskildringar. Vid sidan av konsten var han även spelman (fiol) och har komponerat Skomakervalsen.
Zetterquist är representerad på bland annat Värmlands museum, Residenset i Karlstad, Värmlands läns landsting, Karlstad kommun och Arvika kommun.